# Антиаритмічні препарати

Аміодарон — один із найрозповсюдженіших антиаритмічних препаратів

Антиаритмічні препарати — це група лікарських засобів, які застосовуються для лікування та запобігання порушень ритму серця.

## Історія виникнення

Хінідин — перший антиаритмічний препарат, офіційно впроваджений у клінічну практику

Фактично історія відкриття та застосування антиаритмічних препаратів розпочинається у 1749 році, коли встановлено, що ефективним при «постійному серцебитті» є алкалоїд хінного дерева хінін, який на той час уже застосовувався для лікування малярії. 1912 року до відомого німецького кардіолога Карла Фрідріха Венкенбаха звернувся купець, який повідомив йому, що самостійно вилікував напад миготливої аритмії, прийнявши 1 грам хініну. Після кількарічних досліджень Венкенбах встановив, що ефективнішу протиаритмічну дію має правообертаючий ізомер хініну хінідин, який було впроваджено у клінічну практику за його рекомендацією у 1918 році. Ще у 1931 році індійським ученим Салімуззаманом Сіддікі уперше виділений із кореня раувольфії зміїної аймалін, та названий ним на честь його вчителя, відомого спеціаліста з традиційної індійської медицини Хакім Аймал Хана. Проте до початку Другої світової війни хінідин та його метаболічні попередники залишались основними протиаритмічними засобами. Із початком війни основне джерело постачання сировини хінного дерева — Індонезія — було окуповане Японією, що прискорило дослідження по розробці нових антиаритмічних препаратів. У результаті цих досліджень встановлено, що подібний ефект до хінідину дає місцевий анестетик прокаїн. Ще у 1936 році було встановлено, що при застосуванні прокаїну підвищується поріг збудливості міокарду, що можна було розцінити як основу антиаритмічної дії препарату. У подальших дослідженнях, щоправда, встановлено, що прокаїн має невелику тривалість дії у зв'язку із швидким гідролізом у тканинах, і при його застосуванні спостерігається значна кількість побічних ефектів, у тому числі виражений тремор і зупинка дихання. Усі ці фактори призвели до подальшого пошуку заміни прокаїну як антиаритмічного засобу. Подальші дослідження показали, що метаболіт прокаїну — прокаїнамід — має антиаритмічну дію, та позбавлений вказаних вище негативних властивостей. Прокаїнамід був уперше зареєстрований у США у 1950 році під торговельною маркою «Пронестил». З 1951 року маркетинг препарату проводить компанія «Bristol-Myers Squibb». У подальших дослідженнях прокаїнаміду було доведено ефективність препарату при шлуночкових аритміях, проте спостерігалась також значна кількість побічних ефектів препарату, включно з вовчакоподібним синдромом. Ці негативні ефекти прискорили подальші наукові дослідження по розробці менш токсичних і ефективніших антиаритмічних препаратів. 1959 року Фердинандом Денжелом був синтезований перший препарат із групи блокаторів кальцієвих каналів — верапаміл У 1962 році було встановлено, що верапаміл має не тільки вазоділятуючу дію, а й негативний інотропний та хромотропний ефект. Спочатку вважалось, що верапаміл належить до групи бета-блокаторів, але у 1964 році німецький вчений Альбрехт Флекенштайн в експерименті встановив, що дія верапамілу на кардіоміоцити є аналогічною до усунення дії іонів кальцію на клітини серцевого м'язу тварин, та запропонував для верапамілу та інших подібних препаратів термін блокатори кальцієвих каналів. У 1960 році уперше синтезований у лабораторії бельгійської компанії «Labaz» аміодарон, який залишається одним із найрозповсюдженіших антиаритмічних препаратів.

## Класифікація

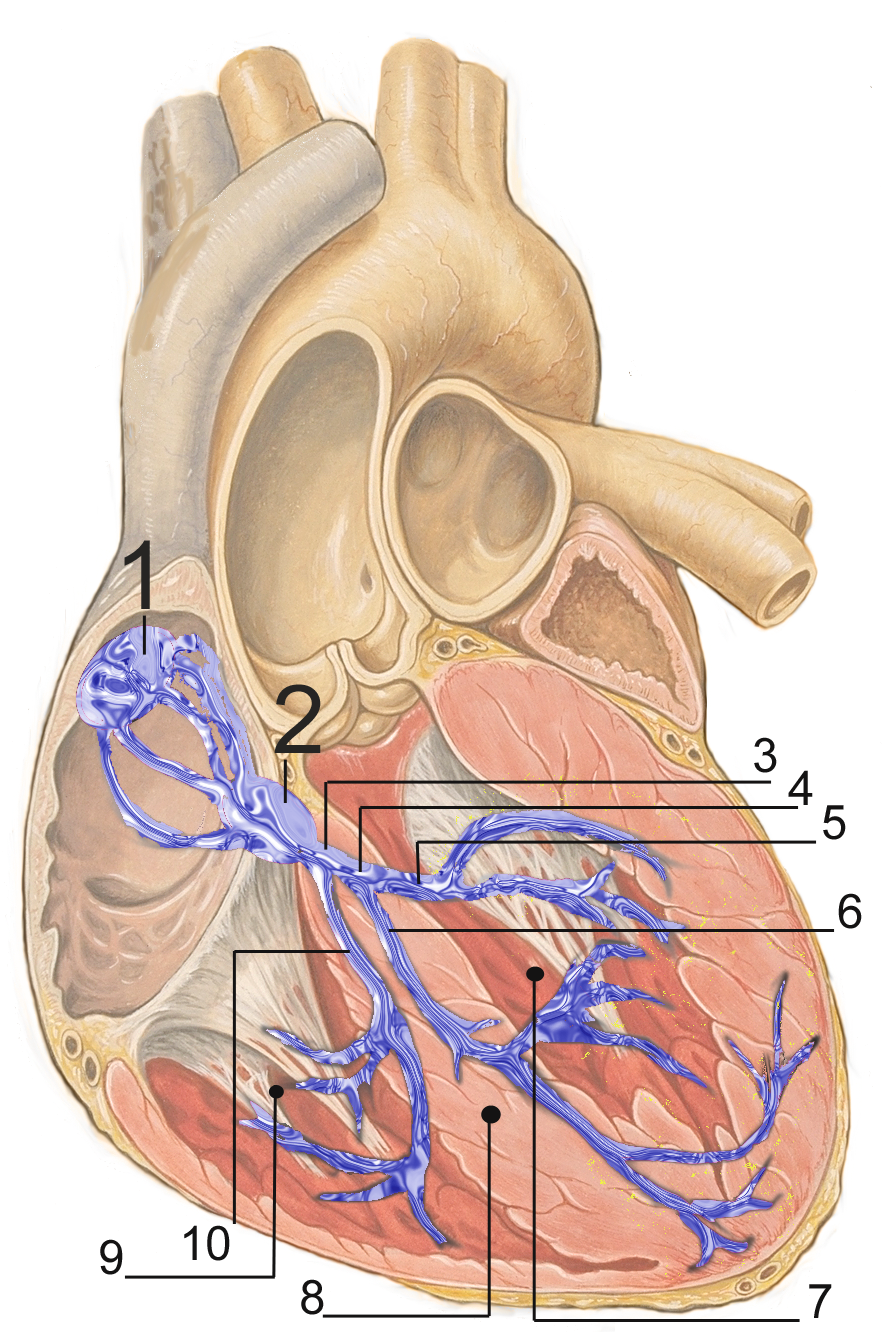
Схема провідної системи серця:
1. Синоатріальний вузол
2. Атріовентрикулярний вузол
3. Пучок Гіса
4. Ліва ніжка пучка Гіса
5. Задня гілка лівої ніжки пучка Гіса
6. Передня гілка лівої ніжки пучка Гіса
7. Лівий шлуночок
8. Міжпередсердна перетинка
9. Правий шлуночок
10.Права ніжка пучка Гіса

В основі класифікації антиаритмічних препаратів покладено їх вплив на електрофізіологічні властивості міокарду, в тому числі на швидкість його поляризації та деполяризації, впливу на потенціал дії, взаємодії з іонними каналами (калієвими, натрієвими, кальцієвими). На практиці будь-яка класифікація антиаритмічних препаратів на сучасному етапі розвитку науки є неповною, оскільки натепер встановлено лише, як діють деякі антиаритмічні препарати на ізольованій клітині міокарду, але точно не відомо, як вони діють при реальних порушеннях ритму в живому організмі. Окрім цього, антиаритмічні препарати часто діють на різні види іонних каналів, що не завжди дає можливість однозначно включити їх до одного з класів групи антиаритмічних препаратів. Механізм формування деяких видів порушень ритму натепер точно не відомий, тому не завжди вірним буде включення антиаритмічних препаратів, які усувають дане порушення ритму, до однієї із визначених класів групи антиаритмічних препаратів. У науковій літературі найчастіше застосовується класифікація Вогена-Вільямса, уперше опублікована у 1969 році, у модифікації Гаррісона 1979 року. 1990 року групою європейських експертів, які зібрались на Сицилії, розробили нову класифікацію антиаритмічних препаратів під оригінальною назвою «Сицилійський гамбіт», проте, хоча вона й враховує більшість сучасних даних про механізм дії антиаритмічних препаратів, вона є досить громізкою, і в практичній діяльності майже не застосовується.

Верапаміл — перший препарат групи блокаторів кальцієвих каналів

Згідно класифікації по Вогену-Вільямсу, антиаритмічні препарати поділяються на 4 класи (перший клас поділяється на 3 підкласи, виділяють також некласифіковані препарати І класу), а також кілька некласифікованих антиаритмічних препаратів.
До класу І антиаритмічних препаратів належать блокатори швидких натрієвих каналів.
До підкласу Іа належать препарати, які блокують відкриті натрієві канали; подовжують потенціал дії, швидкість і тривалість деполяризації та тривалість рефрактерного періоду, одночасно сповільнюючи провідність та знижуючи автоматизм. До цього підкласу належать дизопірамід, хінідин та прокаїнамід., та за більшістю класифікацій також аймалін.
До підкласу Ib належать препарати, які блокують інактивовані (закриті) натрієві канали; скорочують потенціал дії, швидкість деполяризації та тривалість рефрактерного періоду; проте мало впливають на тривалість деполяризації; а також знижують автоматизм міокарду та незначно впливають на його провідність. До цього підкласу належать лідокаїн, тримекаїн, мексилетин, дифенін.
До підкласу Іс належать препарати, які блокують як відкриті, так і інактивовані натрієві канали; значно знижують швидкість деполяризації; та мало впливають на тривалість потенціалу дії та реполяризацію. До цього підкласу належать пропафенон, флекаїнід, етацизин та аллапінін.
До підкласу препаратів класу І зі змішаними властивостями за частиною класифікацій належить морацизин.
До класу ІІ антиаритмічних препаратів належать бета-блокатори. Серед найрозповсюдженіших препаратів цього класу є пропранолол, метопролол, атенолол, бісопролол, бетаксолол, надолол, піндолол, есмолол та ацебутолол.
До класу ІІІ належать препарати, які блокують калієві канали, подовжують реполяризацію, подовжують тривалість потенціалу дії та рефрактерний період, уповільнюють провідність та знижуюють автоматизм. До цього підкласу належать аміодарон, дронедарон, ібутилід, соталол, дофетилід, бретилію тозилат та вернакалант.
До класу IV антиаритмічних препаратів належать блокатори кальцієвих каналів, проте лише з груп похідних фенілалкіламіну (верапаміл) та бензотіазепіну (дилтіазем). Зрідка до антиаритмічних препаратів відносять також похідне диариламінопропіламіну (бепридил).
До некласифікованих антиаритмічних препаратів згідно із сучасними класифікаціями відносять аденозин, серцеві глікозиди (натепер у лікуванні аритмій згідно стандартів лікування застосовується суто дигоксин) та препарати калію та магнію (хлорид калію, аспаркам або панангін, ритмокор).

## Застосування

Прокаїнамід — один із перших антиаритмічних препаратів

Антиаритмічні препарати Іа підкласу застосовуються як при передсердних, так і при шлуночкових аритміях. Показанням до застосування антиаритмічних препаратів Іа класу є миготлива аритмія та фібриляція передсердь, пароксизмальні тахікардії, суправентрикулярна тахікардія, передсердна або шлуночкова екстрасистолія.
Антиаритмічні препарати Ib підкласу застосовуються практично лише для лікування шлуночкових аритмій. Лідокаїн та мексилетин застосовуються у хворих інфарктом міокарду з метою запобігання фібриляції шлуночків та раптовій серцевій смерті, а фенітоїн застосовується для лікування шлуночкових аритмій, які є наслідком інтоксикації серцевими глікозидами.
Антиаритмічні препарати підкласу Іс застосовуються як для лікування передсердних, так і шлуночкових порушень ритму (пароксизмальна шлуночкова тахікардія, суправентрикулярна тахікардія, пароксизми миготливої аритмії та тріпотіння передсердь, суправентрикулярна екстрасистолія), у тому числі аритмій на фоні синдрому WPW, оскільки препарати цього підкласу подовжують рефрактерний період додаткових шляхів проведення серцевого імпульсу. Препарат змішаного першого підкласу антиаритмічних препаратів морацизин найближчий по показам до застосування до препаратів підкласу Іс, може також застосовуватися при інтоксикаціяїх серцевими глікозидами (подібно до препаратів підкласу Ib).
Антиаритмічні препарати класу ІІ (або бета-блокатори) застосовуються частіше при катехоламінзалежних аритміях (спричинених підвищеним викидом катехоламінів, переважно адреналіну та норадреналіну), та аритміями, спровокованими фізичними навантаженнями; а також при тахіаритмічній формі миготливої аритмії, тріпотінні передсердь, суправентрикулярній тахікардії, шлуночкових аритміях (шлуночкових тахікардіях, шлуночкових екстрасистоліях), суправентрикулярній екстрасистолії та синусовій тахікардії.
Антиаритмічні препарати класу ІІІ застосовуються переважно лише при загрозливих для життя шлуночкових аритміях та шлуночкових аритміях, рефрактерних до інших антиаритмічних препаратів.
Антиаритмічні препарати класу IV, або недигідропіридинові блокатори кальцієвих каналів, застосовуються переважно при надшлуночкових порушеннях серцевого ритму, у тому числі для купування та профілактики пароксизмальних надшлуночкових тахіаритмій, та у випадках атріовентрикулярної реципроктної тахікардії; застосовуються також для уповільнення частоти серцевих скорочень при миготливій аритмії та для лікування хворих із надшлуночковою екстрасистолією.
Некласифіковані антиаритмічні препарати застосовуються натепер за обмеженим числом показань. Зокрема, аденозин застосовується для купування приступів надшлуночкових аритмій; препарати калію і магнію застосовуються при аритміях, спричинених гіпокаліємією; а дигоксин застосовується у випадку миготіння передсердь, пароксизмальної надшлуночкової тахікардії, переведення тріпотіння передсердь у миготіння або в синусовий ритм, та при серцевій недостатності.

## Побічна дія

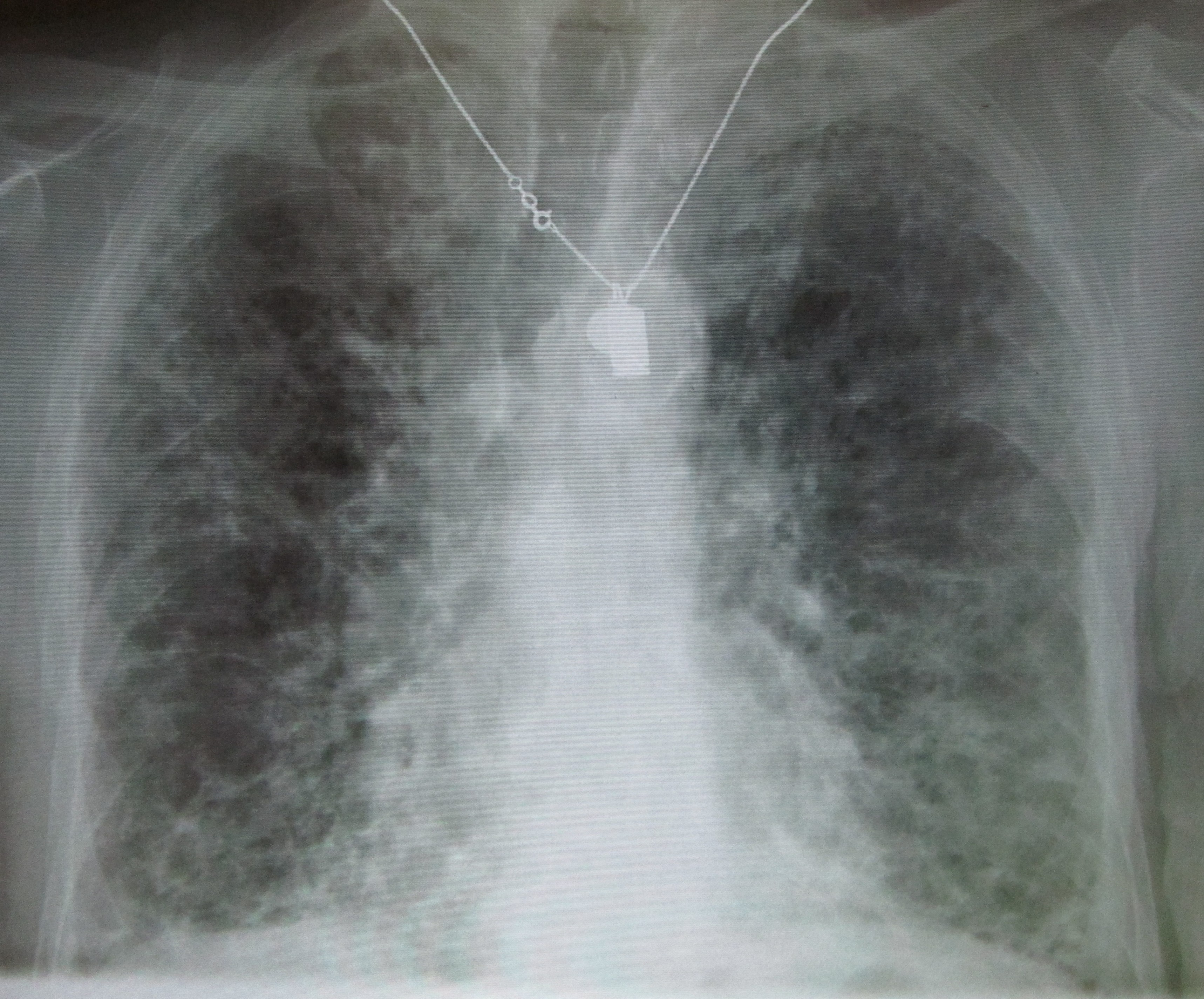
Фіброз легень, спричинений застосуванням аміодарону.

Найчастішими побічними ефектами при застосуванні антиаритмічних препаратів є їх проаритмогенна дія, яка найчастіше спричинена непередбачуваним електрофізіологічним лікарського препарату на клітини провідної системи серця та на кардіоміоцити. Частіше проаритмогенна дія спостерігається при застосуванні препаратів підкласів Іа та Іс, а також класу ІІІ антиаритмічних препаратів. Препарати підкласу Ib вважаються відносно безпечними щодо проаритмогенної дії, хоча й на фоні їх застосування може спостерігатися виникнення аритмій.
При застосуванні антиаритмічних препаратів Iа підкласу найчастішими побічними ефектами з боку серцево-судинної системи є артеріальна гіпотензія, появу або посилення шлуночкової екстрасистолії, синдром слабості синусового вузла, блокада ніжок пучка Гіса, атріовентрикулярна блокада, зниження скоротливості міокарда, фібриляція шлуночків та раптова серцева смерть.
При застосуванні антиаритмічних препаратів Ib підкласу серцево-судинні ускладнення виникають рідко, хоча їх застосування може спричинити виникнення асистолії, а також спричинити зниження скоротливої здатності міокарду. При застосуванні мексилетину ймовірними є також поява брадикардії, артеріальної гіпотензії, миготливої аритмії та шлуночкової екстрасистолії.
При застосуванні антиаритмічних препаратів підкласу Іс можуть спостерігатися фібриляція передсердь, атріовентрикулярна дисоціація, надшлуночкові тахікардії, при застосуванні високих доз етацизину після перенесеного інфаркту міокарду ймовірним є розвиток раптової коронарної смерті.
При застосуванні морацизину, некласифікованого препарату першого класу антиаритмічних середників, побічна дія з боку серцево-судинної системи, спостерігається досить часто, та включає шлуночкові аритмії, миготливу аритмію, брадикардію, артеріальну гіпертензію або гіпотензію (особливо при внутрішньовенному введенні), біль у грудях, AV-блокада, внутрішньошлуночкова блокада, розвиток або погіршення перебігу серцевої недостатності, у зв'язку із чим препарат практично виведений із клінічного застосування.
При застосуванні антиаритмічних препаратів класу ІІ (або бета-блокаторів) найчастіше спостерігаються виражена брадикардія, артеріальна гіпотензія, атріовентрикулярна блокада, а також бронхоспазм.
При застосуванні антиаритмічних препаратів класу ІІІ можуть спостерігатися брадикардія, артеріальна гіпотензія, атріовентрикулярна блокада, ортостатичний колапс, шлуночкові аритмії (у тому числі аритмії по типу «пірует»), а також бронхоспазм.
При застосуванні антиаритмічних препаратів класу IV (або недигідропіридинових блокаторіви кальцієвих каналів) можуть спостерігатися погіршення перебігу серцевої недостатності, поява синоатріальної та атріовентрикулярної блокади, синусової брадикардії та артеріальної гіпотензії.
При застосуванні інших антиаритмічних препаратів можуть також спостерігатися кардіологічні побічні ефекти. Зокрема, при застосуванні аденозину можуть спостерігатися асистолія, шлуночкова тахікардія, фібриляція шлуночків. При застосуванні препаратів калію можуть спостерігатися асистолія та різні види блокад серця. Характерними при застосуванні дигоксину є не тільки AV-блокада та брадикардія, а й цілий комплекс побічних ефектів, що виникають при передозуванні дигоксину та інших серцевих глікозидів, що називається інтоксикацією серцевими глікозидами, та включає різні види аритмій, нудоту, психічні розлади, нечіткість зору, ксантопсію.
Серед найхарактерніших некардіальних побічних ефектів антиаритмічних препаратів найхарактернішими є: вовчакоподібний синдром при застосуванні прокаїнаміду; індуковані аміодароном легенева токсичність із розвитком фіброзу легень, пневмоніту, респіраторного дистрес-синдрому, а також гіпотиреоз та гіпертиреоз; найхарактернішими побічними ефектами вернакаланту є кашель і чхання; побічні ефекти з боку нервової системи при застосуванні фенітоїну (характерно виникнення рухових розладів — атаксії, порушення координації рухів, тремору, а також периферичної нейропатії), а також так званого синдрому гіперчутливості, проявами якого є висипання на шкірі, гарячка, ураження печінки, а також ураження інших внутрішніх органів.